# Дуброва (Хойникский район)
Дуброва (бел. Дуброва) — деревня (ранее—посёлок) в Алексичском сельсовете Хойникского района Гомельской области Беларуси.

## География

### Расположение
Посёлок расположен в 13 км на северо-запад от районного центра и железнодорожной станции Хойники (на ветке Василевичи — Хойники от линии Гомель — Калинковичи), в 116 км от Гомеля.

### Гидрография
На юге мелиоративные каналы, соединённые с рекой Припять (приток реки Днепр).

## Транспортная сеть
Рядом проходит автодорога Хойники — Мозырь. Планировка состоит из прямолинейной меридиональной улицы, застроенной двусторонне деревянными усадьбами.

## История
До 1926 г. это территория Юровичской волости, затем района. В 1929 году жители вступили в колхоз. С 1931 г. посёлок в составе Хойникского района. Во время Великой Отечественной войны 40 жителей погибли на фронте. Согласно переписи 1959 года в составе «Ленинский путь» (центр — деревня Глинище).

## Население
В 2004 году — 33 хозяйства, 77 жителей.

### Динамика
- 1959 год — 200 жителей (согласно переписи).
- 2004 год — 33 хозяйства, 77 жителей.